# Languimberg
Languimberg (deutsch Langenberg) ist eine französische Gemeinde mit 159 Einwohnern (Stand 1. Januar 2022) im Département Moselle in der Region Grand Est (bis 2015 Lothringen).

## Geografie
Die Gemeinde Languimberg liegt 14 Kilometer westlich von Sarrebourg. Am Südrand der Gemeinde liegt der Étang de Gondrexange, am Nordrand entspringt der Landbach, der durch den Étang du Stock zur Saar entwässert. Das Gemeindegebiet gehört zum Regionalen Naturpark Lothringen. 
Zur Gemeinde Languimberg gehören die Höfe und Weiler
- Maisons Rouges (Hohebuchen), etwas südlich,
- Hautes Maisons (Hohehäuser), südwestlich,
- Miniqueguerre (Minickerhof), südwestlich, und
- Milberg (Milberg), ebenfalls südwestlich gelegen.

## Geschichte
Das Gemeindewappen zeigt die ehemaligen Herrschaften, von denen Languimberg abhängig war: auf der rechten Seite die Herren von Friburg und auf der linken Seite die Grafen von Réchicourt.
Das Dorf kam 1681 zu Frankreich, 1871 zu Deutschland und nach dem Ersten Weltkrieg wieder zu Frankreich. In der Zeit von 1940 bis 1944 unterstand es der deutschen Verwaltung.

### Bevölkerungsentwicklung
| Jahr      | 1962 | 1968 | 1975 | 1982 | 1990 | 1999 | 2007 | 2019 |
| Einwohner | 226  | 228  | 224  | 221  | 189  | 175  | 217  | 164  |

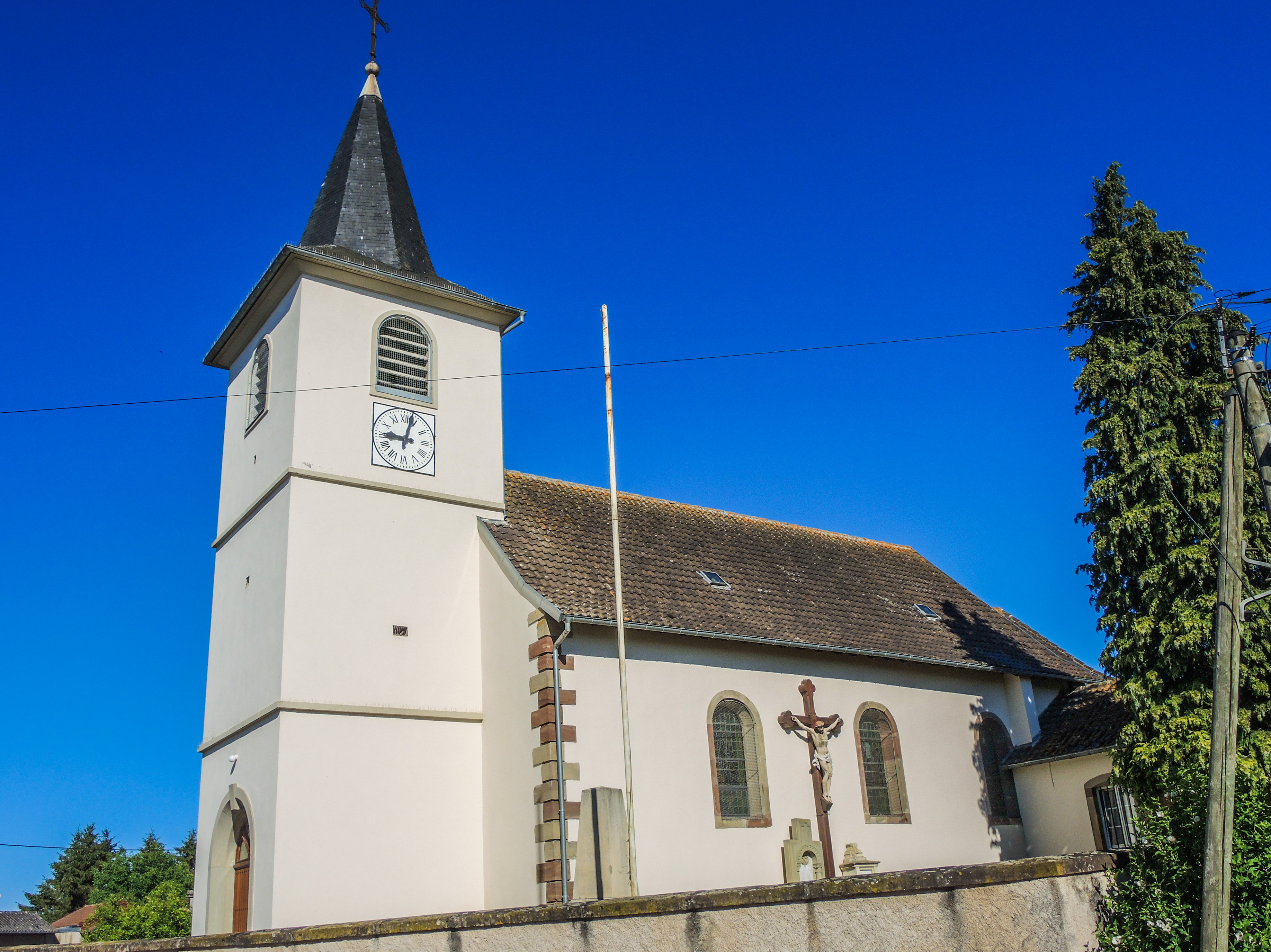
Kirche Saint-Adelphe
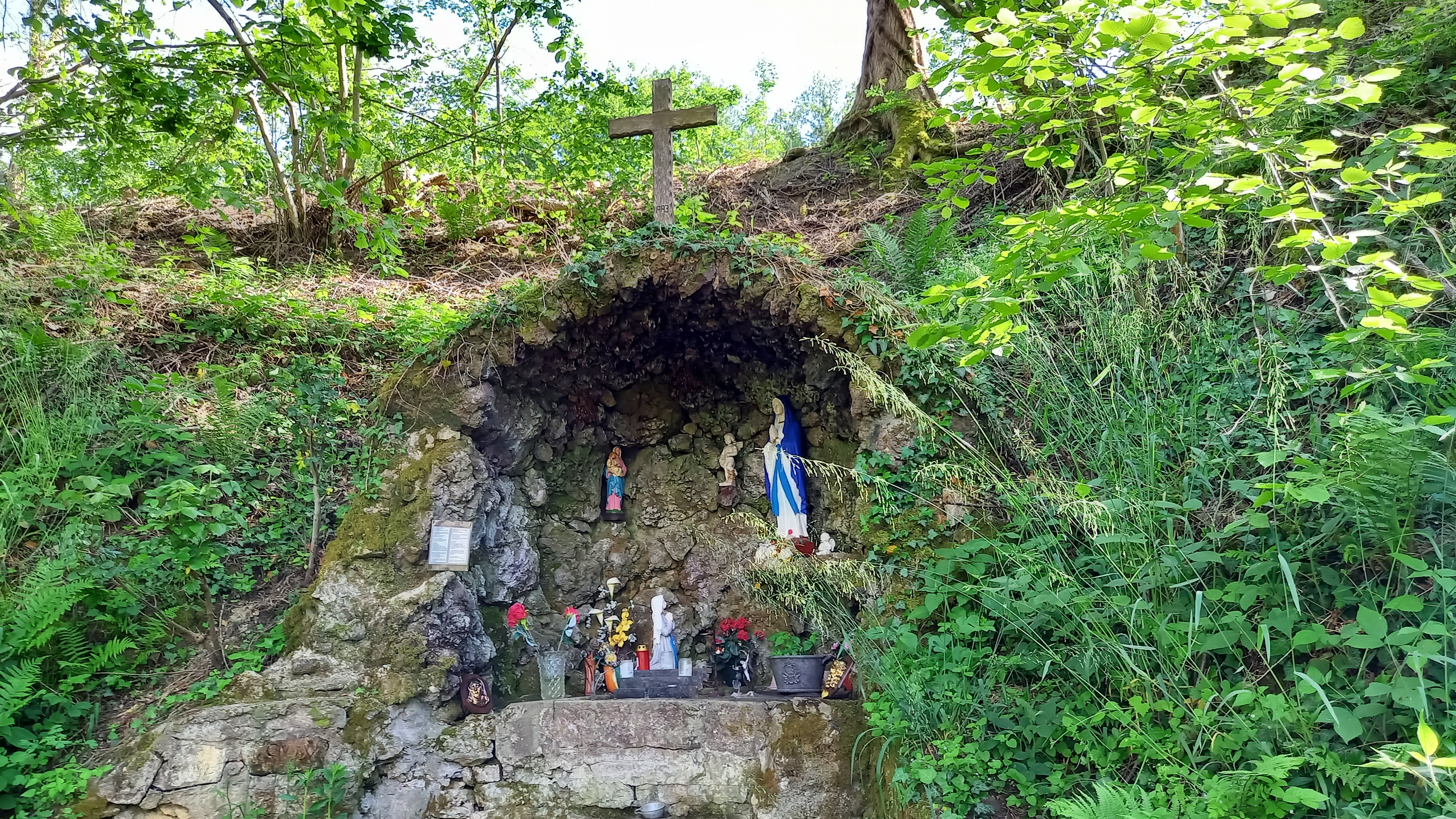
Replik einer Lourdesgrotte

## Belege
1. ↑  Wappenbeschreibung auf genealogie-lorraine.fr (französisch)